# Léon Dierx

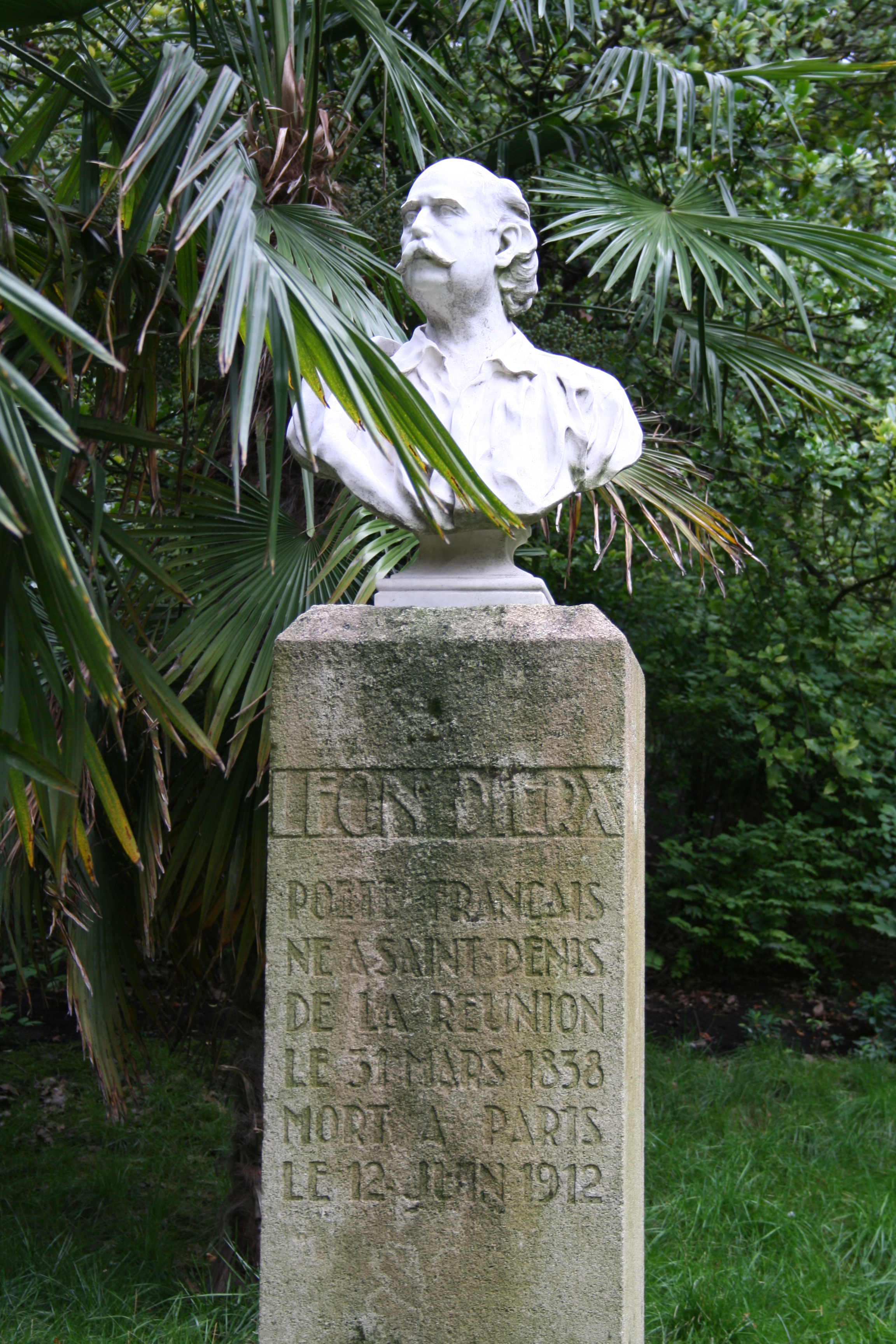
Busto de Léon Dierx en la square des Batignolles, en París. Obra del escultor Bony de Lavergne

Léon Dierx (Saint-Denis, 31 de marzo de 1838-París, 12 de junio de 1912) fue un poeta francés parnasiano oriundo de la isla de La Reunión en el océano Índico.

## Biografía
Nació en la Villa Déramond-Barre adquirida por su abuelo en 1830, y donde vivió hasta 1860 cuando se instaló en la Francia metropolitana. En 1864 se unió al grupo de los poetas parnasianos, y tuvo una estrecha amistad con Guy de Maupassant, quien le dedicaría su novela Regret. Participó sucesivamente en las tres antologías de Le Parnasse contemporain: 7 poemas en la primera (1866), 5 en la segunda (1869-71) y 8 en la última (1876). Tras la muerte de Stéphane Mallarmé, desde 1898 fue considerado príncipe de los poetas. Asimismo, fundó en 1902 la Sociedad de Poetas Franceses, junto a José María de Heredia y Sully Prudhomme.

## Obras
- Aspirations, poésies, 1858 Texte en ligne
- Poèmes et poésies, 1864
- Les Lèvres closes, 1867 Texte en ligne
- Les Paroles du vaincu, 1871
- La Rencontre, scène dramatique en vers, Paris, Salle Taitbout, 24 février 1875
- Les Amants, poésies, 1879
- Poésies complètes, 2 vol., 1889-1890
- Œuvres complètes, 2 vol., 1894-1912

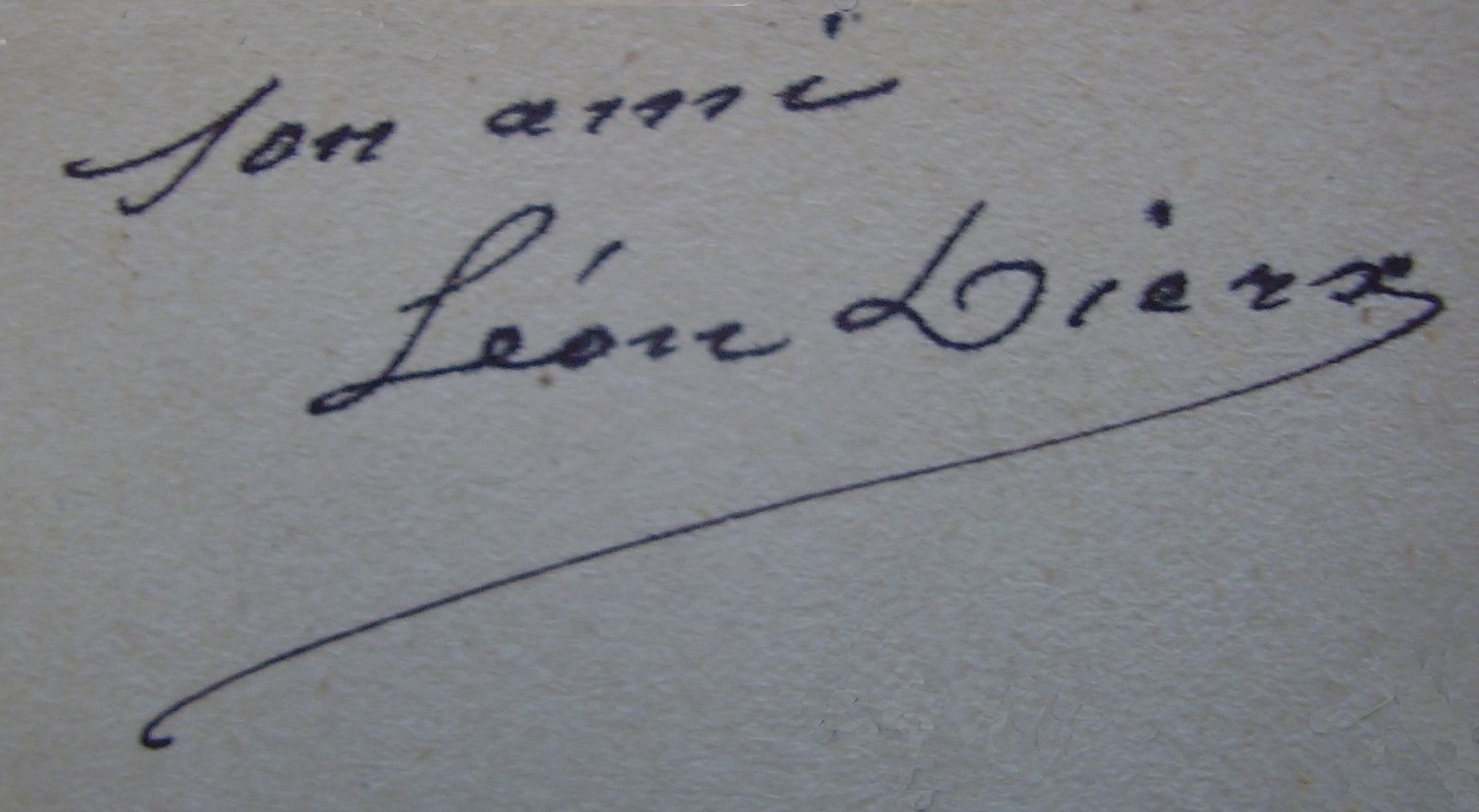
Autógrafo de Léon Dierx.

## Curiosidades
En la Square des Batignolles de París, existe un monumento dedicado a la memoria del poeta. Se trata de un retrato en busto realizado por Bony de Lavergne. Una reproducción en bronce de esta pieza fue enviada a Sain Denis de La Reunión y está instalado frente al Museo Léon Dierx de Saint Denis.

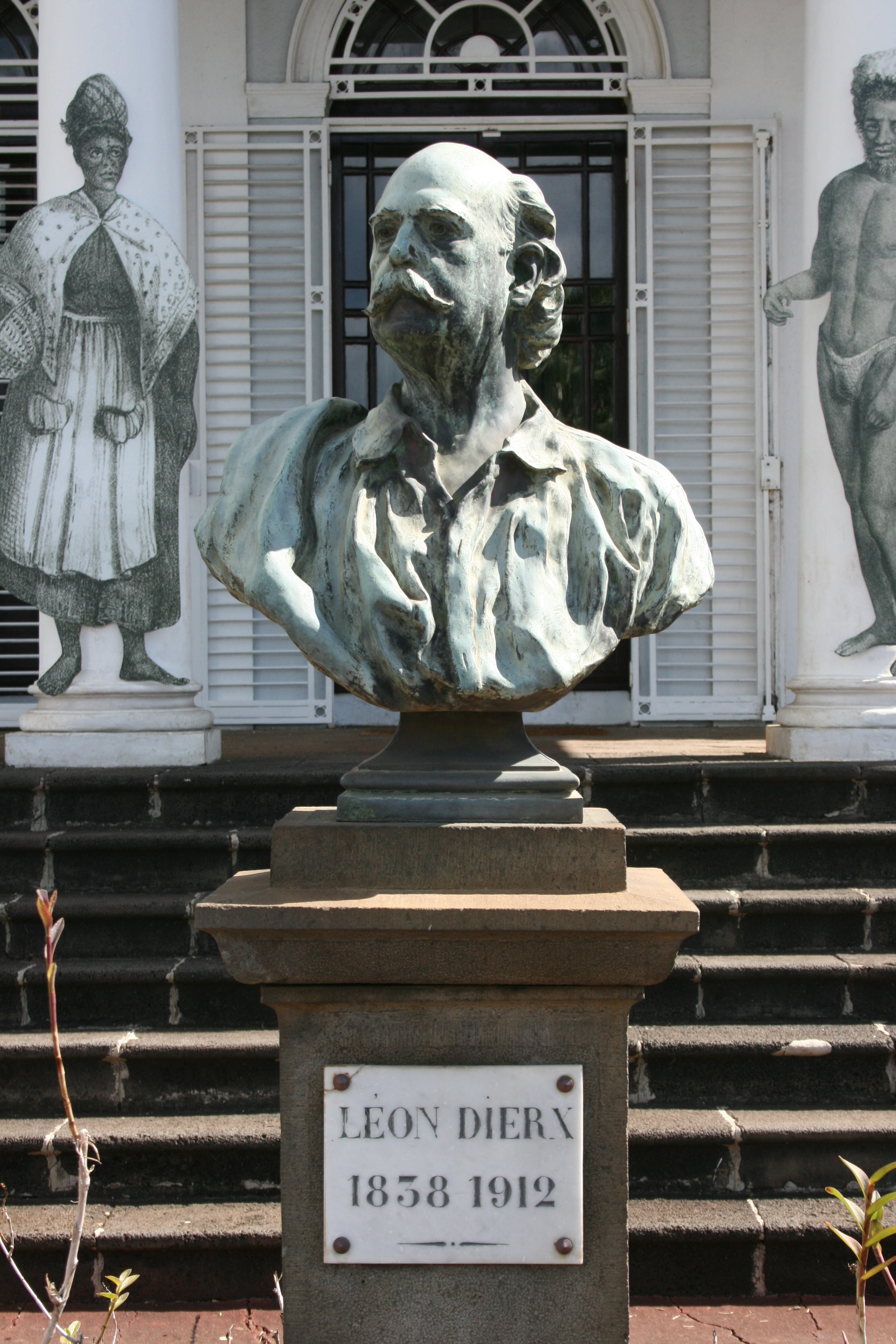
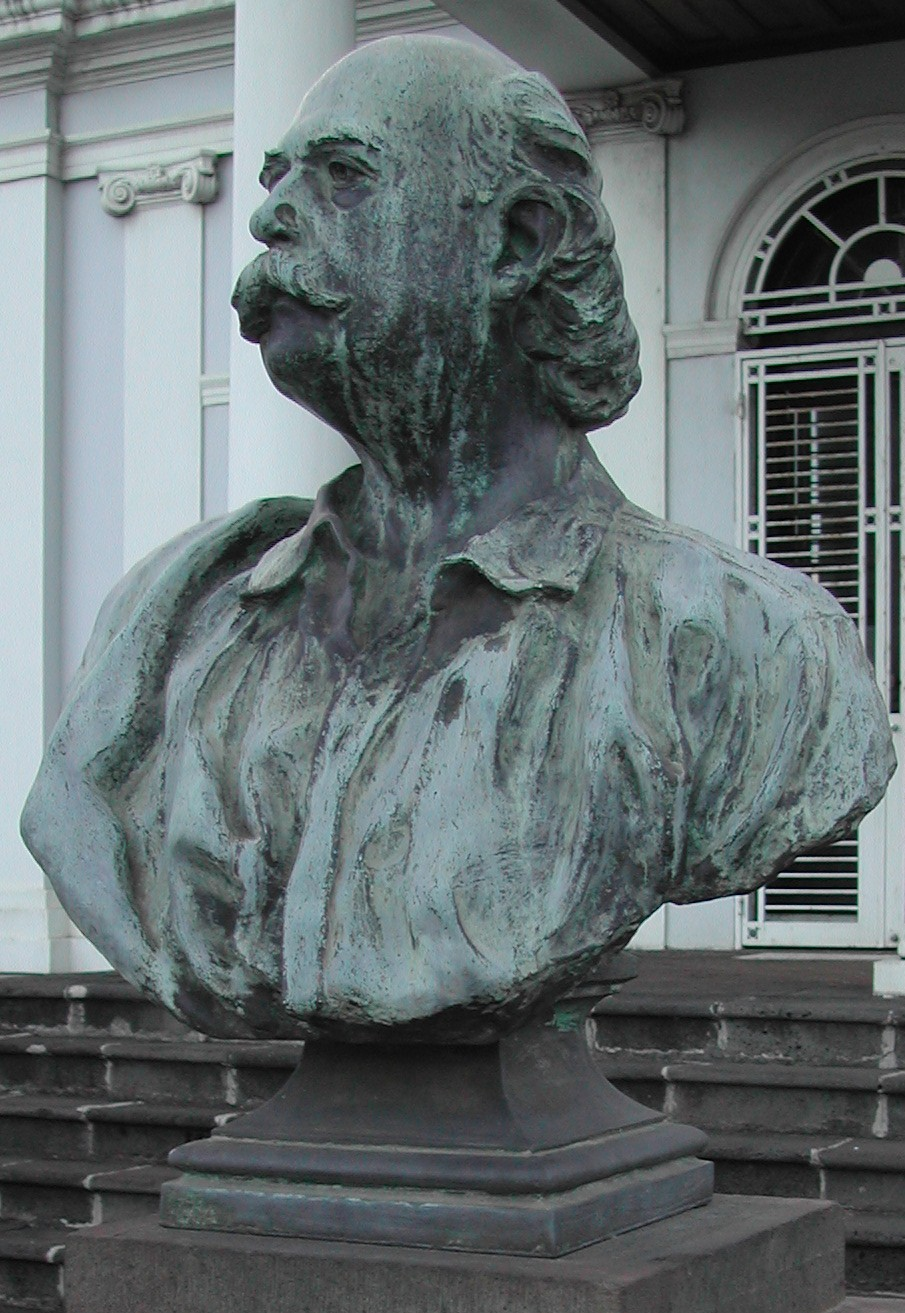

(pulsar sobre la imagen para agrandar) 